# 山口朝鮮初中級学校
山口朝鮮初中級学校（やまぐちちょうせんしょちゅうきゅうがっこう、야마구찌조선초중급학교）は、山口県下関市にある朝鮮学校である。2008年に下関朝鮮初中級学校と宇部朝鮮初中級学校が統合し、山口朝鮮初中級学校になった。
日本の幼稚園・小中学校に相当する教育を行っている各種学校（非一条校）である。

## 沿革
- 1946年 - 各地の国語講習所を統合し下関朝鮮初等学園として開校
- 1949年 - 朝鮮学校閉鎖令
- 1956年 - 下関朝鮮初中級学校として再開
- 2000年 - 下関朝鮮初中級学校元校長の曹奎聖（ソウ ケイセイ、通名：夏川奎聖、夏川勇）は、北朝鮮ルートで覚醒剤を日本国内に密輸し、現在国際手配中である[1]。
- 2008年 - 下関朝鮮初中級学校と宇部朝鮮初中級学校が統合し、山口朝鮮初中級学校に
- 2008年11月25日 - 保護者を中心とする8人が下関市議会に対し、同校が提出した補助金増額のための請願書の継続審議を可決するよう求める陳情を行った。

## 学科
- 中級部
- 初級部
- 幼稚班

## 生徒数
- 2018年の時点で33人[2]
- 2021年の時点で21人（初級部16人、中級部4人、幼稚園1人）[3]

## 所在地
- 〒750-0044 山口県下関市神田町2丁目8番1号

## 関連
- かつて下関市長府才川に山口朝鮮高級学校があったが、生徒数の激減で2004年をもって休校になった。